# Psychotria gjellerupii
Psychotria gjellerupii är en måreväxtart som beskrevs av Aaron Paul Davis. Psychotria gjellerupii ingår i släktet Psychotria och familjen måreväxter. Inga underarter finns listade i Catalogue of Life.